# Roy Kuijpers
Roy Kuijpers (Zwolle, 17 gennaio 2000) è un calciatore olandese, attaccante dell'RKC Waalwijk.

## Carriera
Ha esordito in Eredivisie il 5 dicembre 2021 disputando con l'RKC Waalwijk l'incontro vinto 2-1 contro il N.E.C..

## Statistiche

### Presenze e reti nei club
Statistiche aggiornate al 6 febbraio 2022.
| Stagione         | Squadra          | Campionato       | Campionato | Campionato | Coppe nazionali | Coppe nazionali | Coppe nazionali | Coppe continentali | Coppe continentali | Coppe continentali | Altre coppe | Altre coppe | Altre coppe | Totale | Totale |
| Stagione         | Squadra          | Comp             | Pres       | Reti       | Comp            | Pres            | Reti            | Comp               | Pres               | Reti               | Comp        | Pres        | Reti        | Pres   | Reti   |
| ---------------- | ---------------- | ---------------- | ---------- | ---------- | --------------- | --------------- | --------------- | ------------------ | ------------------ | ------------------ | ----------- | ----------- | ----------- | ------ | ------ |
| gen.-giu. 2021   | Den Bosch        | EED              | 13         | 2          | CO              | 0               | 0               |                    | -                  | -                  |             | -           | -           | 13     | 2      |
| lug.-dic. 2021   | Den Bosch        | EED              | 17         | 9          | CO              | 1               | 1               |                    | -                  | -                  |             | -           | -           | 18     | 10     |
| Totale Den Bosch | Totale Den Bosch | Totale Den Bosch | 30         | 11         |                 | 1               | 1               |                    | -                  | -                  |             | -           | -           | 31     | 12     |
| dic. 2021-2022   | RKC Waalwijk     | ED               | 5          | 1          | CO              | 1               | 1               |                    | -                  | -                  |             | -           | -           | 6      | 2      |
| Totale carriera  | Totale carriera  | Totale carriera  | 35         | 12         |                 | 2               | 2               |                    | -                  | -                  |             | -           | -           | 37     | 14     |